# Mark Amodei
Mark Eugene Amodei, född 12 juni 1958 i Carson City, Nevada, är en amerikansk republikansk politiker. Han representerar Nevadas andra kongressdistrikt i USA:s representanthus sedan 2011.
Amodei utexaminerades 1980 från University of Nevada, Reno och avlade 1983 juristexamen vid University of the Pacific. Mellan 1984 och 1987 tjänstgjorde han i USA:s armé.
Amodei fyllnadsvaldes till representanthuset efter Dean Hellers utnämning till USA:s senat år 2011. I kongressvalet 2012 vann Amodei mot demokraten Samuel Koepnick.